# Llista de topònims de Pineda de Mar
Llista de topònims (noms propis de lloc) del municipi de Pineda de Mar, al Maresme
Informació actualitzada per un bot. Els canvis manuals es perdran quan s'actualitzi!

## aqüeducte
| imatge | Nom                       | Ubicat a              | instància de   | Detalls                                                                    | coordenades                                                      | Protecció                                  | Commons (més fotos)                 | Dades a WD                    |
| ------ | ------------------------- | --------------------- | -------------- | -------------------------------------------------------------------------- | ---------------------------------------------------------------- | ------------------------------------------ | ----------------------------------- | ----------------------------- |
|        | Pont del Diable           | Pineda de Mar         | aqüeducte pont | Estil: arquitectura popular Travessa: riera de Pineda Anomenat per: dimoni | 41° 38′ 35″ N, 2° 40′ 39″ E / 41.64309167°N,2.67760278°E 26 msnm | bé integrant del patrimoni cultural català | Pont de les Bruixes (Pineda de Mar) | Modifica les dades a Wikidata |
|        | aqüeducte romà de Can Cua | Pineda de Mar Tordera | aqüeducte pont | Estil: arquitectura romana                                                 | 41° 38′ 29″ N, 2° 40′ 53″ E / 41.641375°N,2.68129167°E           | bé cultural d'interès nacional             | Aqüeducte de Pineda                 | Modifica les dades a Wikidata |

## carrer
| imatge | Nom              | Ubicat a      | instància de | Detalls                     | coordenades                                                           | Protecció                                  | Commons (més fotos)                          | Dades a WD                    |
| ------ | ---------------- | ------------- | ------------ | --------------------------- | --------------------------------------------------------------------- | ------------------------------------------ | -------------------------------------------- | ----------------------------- |
|        | Carrer Ciutadans | Pineda de Mar | carrer       | Estil: arquitectura popular | 41° 37′ 41″ N, 2° 41′ 25″ E / 41.628°N,2.69029°E                      | bé integrant del patrimoni cultural català | Conjunt del carrer Ciutadans (Pineda de Mar) | Modifica les dades a Wikidata |
|        | carrer del Mar   | Pineda de Mar | carrer       | Estil: noucentisme          | 41° 37′ 24″ N, 2° 41′ 32″ E / 41.623395°N,2.69225°E ca:Carrer del Mar | bé integrant del patrimoni cultural català | Carrer del Mar (Pineda de Mar)               | Modifica les dades a Wikidata |

## casa
| imatge | Nom                                            | Ubicat a      | instància de | Detalls                                                  | coordenades                                                                             | Protecció                                  | Commons (més fotos)                              | Dades a WD                    |
| ------ | ---------------------------------------------- | ------------- | ------------ | -------------------------------------------------------- | --------------------------------------------------------------------------------------- | ------------------------------------------ | ------------------------------------------------ | ----------------------------- |
|        | Ca l'Enric Benet                               | Pineda de Mar | casa         | Estil: arquitectura gòtica                               | 41° 37′ 39″ N, 2° 41′ 21″ E / 41.6274°N,2.68908°E ca:Carrer Major, 1 6 msnm             | bé integrant del patrimoni cultural català | Ca l'Enric Benet                                 | Modifica les dades a Wikidata |
|        | Can Barbeta                                    | Pineda de Mar | casa         | Estil: arquitectura popular Estat: enderrocat o destruït |                                                                                         | bé integrant del patrimoni cultural català |                                                  | Modifica les dades a Wikidata |
|        | Can Tubella                                    | Pineda de Mar | casa         | Estil: arquitectura neoclàssica                          | 41° 37′ 29″ N, 2° 41′ 32″ E / 41.62467°N,2.69223°E                                      | bé integrant del patrimoni cultural català | Can Tubella (Pineda de Mar)                      | Modifica les dades a Wikidata |
|        | Finestres gòtiques de la casa al carrer Major  | Pineda de Mar | casa         | Estil: arquitectura gòtica                               | 41° 37′ 37″ N, 2° 41′ 13″ E / 41.62681°N,2.68691°E                                      | bé integrant del patrimoni cultural català | Finestres gòtiques al carrer Major               | Modifica les dades a Wikidata |
|        | Habitatges pels mestres de l'escola Sant Jordi | Pineda de Mar | casa         |                                                          | 41° 37′ 28″ N, 2° 41′ 02″ E / 41.62451°N,2.68378°E                                      | bé integrant del patrimoni cultural català | Habitatges pels mestres de l'escola Sant Jordi   | Modifica les dades a Wikidata |
|        | Torre de Merola                                | Pineda de Mar | casa         | Estil: arquitectura popular                              | 41° 37′ 55″ N, 2° 40′ 09″ E / 41.63189°N,2.66921°E ca:Zona de Can Feliu de Merola       | bé integrant del patrimoni cultural català | Torre de Merola                                  | Modifica les dades a Wikidata |
|        | casa al carrer Major                           | Pineda de Mar | casa         |                                                          | 41° 37′ 38″ N, 2° 41′ 17″ E / 41.627284°N,2.687931°E                                    | bé integrant del patrimoni cultural català | Casa al carrer Major, 32 (Pineda de Mar)         | Modifica les dades a Wikidata |
|        | casa al carrer Sant Antoni, 15                 | Pineda de Mar | casa         | Estil: arquitectura popular                              | 41° 37′ 42″ N, 2° 41′ 28″ E / 41.62828°N,2.69105°E                                      | bé integrant del patrimoni cultural català | Casa al carrer Sant Antoni, 15 (Pineda de Mar)   | Modifica les dades a Wikidata |
|        | casa al carrer Sant Antoni, 17 A               | Pineda de Mar | casa         | Estil: arquitectura popular                              | 41° 37′ 42″ N, 2° 41′ 29″ E / 41.62833°N,2.6913°E                                       | bé integrant del patrimoni cultural català | Casa al carrer Sant Antoni, 17 A (Pineda de Mar) | Modifica les dades a Wikidata |
|        | casa al carrer del Mar, 122                    | Pineda de Mar | casa         | Estil: arquitectura popular                              | 41° 37′ 23″ N, 2° 41′ 32″ E / 41.62317°N,2.69226°E                                      | bé integrant del patrimoni cultural català | Carrer del Mar 122 (Pineda de Mar)               | Modifica les dades a Wikidata |
|        | casa al carrer del Mar, 86                     | Pineda de Mar | casa         | Estil: arquitectura modernista                           | 41° 37′ 27″ N, 2° 41′ 29″ E / 41.624166666667°N,2.6913888888889°E ca:Carrer del Mar, 86 |                                            |                                                  | Modifica les dades a Wikidata |
|        | casa al carreró de la Plaça                    | Pineda de Mar | casa         | Estil: arquitectura popular                              | 41° 37′ 40″ N, 2° 41′ 27″ E / 41.6277°N,2.69083°E                                       | bé integrant del patrimoni cultural català | House in carreró de la Plaça (Pineda de Mar)     | Modifica les dades a Wikidata |

## creu de terme
| imatge | Nom                           | Ubicat a      | instància de  | Detalls                    | coordenades                                                            | Protecció                                  | Commons (més fotos)            | Dades a WD                    |
| ------ | ----------------------------- | ------------- | ------------- | -------------------------- | ---------------------------------------------------------------------- | ------------------------------------------ | ------------------------------ | ----------------------------- |
|        | creu de terme                 | Pineda de Mar | creu de terme | Estil: arquitectura gòtica | 41° 37′ 44″ N, 2° 41′ 22″ E / 41.62887°N,2.68944°E                     | bé integrant del patrimoni cultural català | Creu de terme de Pineda de Mar | Modifica les dades a Wikidata |
|        | creu de terme de Can Quintana | Pineda de Mar | creu de terme | Estil: arquitectura gòtica | 41° 37′ 37″ N, 2° 41′ 13″ E / 41.62692°N,2.68681°E ca:Carrer Major, 62 | bé integrant del patrimoni cultural català | Creu de terme de Can Quintana  | Modifica les dades a Wikidata |

## edifici
| imatge | Nom                              | Ubicat a      | instància de | Detalls                                  | coordenades                                                                                            | Protecció                                  | Commons (més fotos)               | Dades a WD                    |
| ------ | -------------------------------- | ------------- | ------------ | ---------------------------------------- | --- | ------------------------------------------ | --------------------------------- | ----------------------------- |
|        | Biblioteca Popular Serra i Moret | Pineda de Mar | edifici      | Estil: noucentisme                       | 41° 37′ 32″ N, 2° 41′ 24″ E / 41.62563°N,2.68995°E ca:Plaça de les Mèlies 5 msnm                       | bé integrant del patrimoni cultural català | Biblioteca Popular Serra i Moret  | Modifica les dades a Wikidata |
|        | escola Sant Jordi                | Pineda de Mar | edifici      | Estil: arquitectura moderna 20th century | 41° 37′ 31″ N, 2° 41′ 14″ E / 41.62525°N,2.6872°E ca:C. Balmes - Tribala - Mn. Jacint Verdaguer 7 msnm | bé integrant del patrimoni cultural català | Escola Sant Jordi (Pineda de Mar) | Modifica les dades a Wikidata |

## entitat singular de població
| imatge | Nom                 | Ubicat a      | instància de                                                                   | Detalls   | coordenades                                                                | Protecció | Commons (més fotos) | Dades a WD                    |
| ------ | ------------------- | ------------- | ------------------------------------------------------------------------------ | --------- | -------------------------------------------------------------------------- | --------- | ------------------- | ----------------------------- |
|        | Can Carreres        | Pineda de Mar | entitat singular de població                                                   | 497 hab   | 41° 38′ 10″ N, 2° 39′ 11″ E / 41.63621767°N,2.65306961°E 270 msnm          |           |                     | Modifica les dades a Wikidata |
|        | Can Feliu de Merola | Pineda de Mar | entitat singular de població                                                   | 417 hab   | 41° 37′ 48″ N, 2° 40′ 11″ E / 41.63003388°N,2.66985034°E 39 msnm           |           |                     | Modifica les dades a Wikidata |
|        | Montessoi           | Pineda de Mar | entitat singular de població                                                   | 53 hab    | 41° 38′ 01″ N, 2° 40′ 00″ E / 41.633527777778°N,2.6666111111111°E 112 msnm |           |                     | Modifica les dades a Wikidata |
|        | Pineda de Mar       | Pineda de Mar | entitat singular de població capital municipal ens local històric de Catalunya | 28448 hab | 41° 37′ 39″ N, 2° 41′ 20″ E / 41.62763°N,2.6889°E 10 msnm                  |           |                     | Modifica les dades a Wikidata |

## església
| imatge | Nom                               | Ubicat a      | instància de | Detalls                                  | coordenades                                                                             | Protecció                                  | Commons (més fotos)               | Dades a WD                    |
| ------ | --------------------------------- | ------------- | ------------ | ---------------------------------------- | --------------------------------------------------------------------------------------- | ------------------------------------------ | --------------------------------- | ----------------------------- |
|        | Sant Andreu de Pineda de Mar      | Pineda de Mar | església     |                                          | 41° 38′ 38″ N, 2° 37′ 46″ E / 41.64391°N,2.62937°E                                      | bé integrant del patrimoni cultural català | Sant Andreu de Pineda de Mar      | Modifica les dades a Wikidata |
|        | Sant Antoni de Pineda de Mar      | Pineda de Mar | església     | Estil: arquitectura popular 18th century | 41° 37′ 43″ N, 2° 41′ 34″ E / 41.62856°N,2.69274°E ca:C. Sant Antoni, 57 8 msnm         | bé integrant del patrimoni cultural català | Sant Antoni de Pineda de Mar      | Modifica les dades a Wikidata |
|        | Sant Jaume de Pineda de Mar       | Pineda de Mar | església     | Estil: arquitectura popular              | 41° 38′ 05″ N, 2° 40′ 35″ E / 41.63485°N,2.67639°E                                      | bé integrant del patrimoni cultural català | Sant Jaume de Pineda de Mar       | Modifica les dades a Wikidata |
|        | Sant Joan de Pineda               | Pineda de Mar | església     |                                          |                                                                                         |                                            |                                   | Modifica les dades a Wikidata |
|        | Sant Rafael de Pineda de Mar      | Pineda de Mar | església     | Estil: arquitectura popular 20th century | 41° 38′ 20″ N, 2° 40′ 11″ E / 41.638847°N,2.669594°E ca:Ptge. de Can Martorell 101 msnm | bé integrant del patrimoni cultural català | Sant Rafael de Pineda de Mar      | Modifica les dades a Wikidata |
|        | església de Santa Maria de Pineda | Pineda de Mar | església     | Estil: arquitectura gòtica               | 41° 37′ 44″ N, 2° 41′ 24″ E / 41.628803°N,2.689956°E                                    | bé integrant del patrimoni cultural català | Església de Santa Maria de Pineda | Modifica les dades a Wikidata |

## masia
| imatge | Nom                                         | Ubicat a      | instància de     | Detalls                                                      | coordenades | Protecció                                  | Commons (més fotos)                         | Dades a WD                    |
| ------ | ------------------------------------------- | ------------- | ---------------- | ------------------------------------------------------------ | --- | ------------------------------------------ | ------------------------------------------- | ----------------------------- |
|        | Ca l'Oliver de Sitjar                       | Pineda de Mar | masia            |                                                              | 41° 38′ 31″ N, 2° 40′ 39″ E / 41.6420055530468°N,2.67743849169369°E                                                                    |                                            |                                             | Modifica les dades a Wikidata |
|        | Ca l'Oliver del Turó                        | Pineda de Mar | masia            |                                                              | 41° 38′ 03″ N, 2° 40′ 39″ E / 41.6342232215724°N,2.6774052574069°E                                                                     |                                            |                                             | Modifica les dades a Wikidata |
|        | Ca la Quela                                 | Pineda de Mar | masia            |                                                              | 41° 38′ 36″ N, 2° 40′ 41″ E / 41.6434122745666°N,2.67800785514232°E                                                                    |                                            |                                             | Modifica les dades a Wikidata |
|        | Cal Francesc                                | Pineda de Mar | masia            |                                                              | 41° 37′ 49″ N, 2° 41′ 48″ E / 41.630276775481°N,2.69678973944976°E                                                                     |                                            |                                             | Modifica les dades a Wikidata |
|        | Cal Reixac                                  | Pineda de Mar | masia            |                                                              | 41° 38′ 11″ N, 2° 40′ 25″ E / 41.6364730883565°N,2.67352791085302°E                                                                    |                                            |                                             | Modifica les dades a Wikidata |
|        | Can Bol                                     | Pineda de Mar | masia            |                                                              | 41° 37′ 48″ N, 2° 41′ 51″ E / 41.6299454411716°N,2.69752362140113°E                                                                    |                                            |                                             | Modifica les dades a Wikidata |
|        | Can Bova                                    | Pineda de Mar | masia            |                                                              | 41° 37′ 53″ N, 2° 41′ 53″ E / 41.6312619960499°N,2.69809373789333°E                                                                    |                                            |                                             | Modifica les dades a Wikidata |
|        | Can Camps de la Torre                       | Pineda de Mar | masia            |                                                              | 41° 37′ 53″ N, 2° 40′ 11″ E / 41.6314905071011°N,2.66981928484965°E                                                                    |                                            |                                             | Modifica les dades a Wikidata |
|        | Can Carreres                                | Pineda de Mar | masia            |                                                              | 41° 38′ 13″ N, 2° 39′ 19″ E / 41.63699°N,2.655224°E 311 msnm                                                                           |                                            |                                             | Modifica les dades a Wikidata |
|        | Can Cassola                                 | Pineda de Mar | masia            |                                                              | 41° 37′ 54″ N, 2° 40′ 27″ E / 41.6317553788974°N,2.67426005403197°E                                                                    |                                            |                                             | Modifica les dades a Wikidata |
|        | Can Cassussa                                | Pineda de Mar | masia            |                                                              | 41° 39′ 10″ N, 2° 41′ 02″ E / 41.6526518266813°N,2.6838345463109°E                                                                     |                                            |                                             | Modifica les dades a Wikidata |
|        | Can Cols                                    | Pineda de Mar | masia            |                                                              | 41° 37′ 25″ N, 2° 40′ 47″ E / 41.6235921025967°N,2.67970304030764°E                                                                    |                                            |                                             | Modifica les dades a Wikidata |
|        | Can Comes                                   | Pineda de Mar | masia            | Estil: arquitectura popular                                  | 41° 37′ 38″ N, 2° 41′ 22″ E / 41.6272°N,2.68951°E ca:Plaça de Catalunya                                                                | bé integrant del patrimoni cultural català | Fundació Tharrats                           | Modifica les dades a Wikidata |
|        | Can Cornet                                  | Pineda de Mar | masia            |                                                              | 41° 37′ 56″ N, 2° 40′ 59″ E / 41.6322485135612°N,2.68311786977897°E                                                                    |                                            |                                             | Modifica les dades a Wikidata |
|        | Can Cua                                     | Pineda de Mar | masia            |                                                              | 41° 38′ 29″ N, 2° 40′ 51″ E / 41.6414298440476°N,2.68093555350859°E                                                                    |                                            |                                             | Modifica les dades a Wikidata |
|        | Can Cànoves                                 | Pineda de Mar | masia            | Estil: arquitectura popular                                  | 41° 38′ 21″ N, 2° 40′ 36″ E / 41.6393°N,2.67672°E ca:La Mora, s/n. A la falda de Montpalau 58 msnm                                     | bé integrant del patrimoni cultural català | Can Cànoves                                 | Modifica les dades a Wikidata |
|        | Can Feliu de Merola                         | Pineda de Mar | masia            |                                                              | 41° 37′ 43″ N, 2° 40′ 12″ E / 41.6286°N,2.67°E ca:Carrer Rosselló                                                                      | bé integrant del patrimoni cultural català |                                             | Modifica les dades a Wikidata |
|        | Can Jalpí                                   | Pineda de Mar | masia            | Estil: arquitectura popular                                  | 41° 37′ 46″ N, 2° 41′ 22″ E / 41.62947°N,2.68938°E ca:Carrer de Sant Joan, s/n. (Carretera N-II, km 671)                               | bé integrant del patrimoni cultural català | Can Jalpí (Pineda de Mar)                   | Modifica les dades a Wikidata |
|        | Can Martorell                               | Pineda de Mar | masia            |                                                              | 41° 38′ 19″ N, 2° 40′ 15″ E / 41.6385911260986°N,2.67083966051895°E                                                                    |                                            |                                             | Modifica les dades a Wikidata |
|        | Can Palau de la Guitarra                    | Pineda de Mar | masia            |                                                              | 41° 38′ 24″ N, 2° 40′ 57″ E / 41.6401°N,2.68243°E ca:camí que surt de la carretera d'Hortsavinyà                                       |                                            |                                             | Modifica les dades a Wikidata |
|        | Can Patuel                                  | Pineda de Mar | masia            |                                                              | 41° 37′ 28″ N, 2° 40′ 43″ E / 41.6245801387307°N,2.6787137896685°E                                                                     |                                            |                                             | Modifica les dades a Wikidata |
|        | Can Pau Bessó                               | Pineda de Mar | masia            |                                                              | 41° 37′ 12″ N, 2° 40′ 45″ E / 41.6199968218523°N,2.6792046782023°E                                                                     |                                            |                                             | Modifica les dades a Wikidata |
|        | Can Roget                                   | Pineda de Mar | masia            |                                                              | 41° 38′ 00″ N, 2° 40′ 30″ E / 41.6333339998357°N,2.67509252818793°E                                                                    |                                            |                                             | Modifica les dades a Wikidata |
|        | Can Roig                                    | Pineda de Mar | masia            | Estil: arquitectura popular 17th century                     | 41° 37′ 42″ N, 2° 41′ 10″ E / 41.62829°N,2.6862°E ca:C. Eugeni d'Ors 34 msnm                                                           | bé integrant del patrimoni cultural català | Can Roig (Pineda de Mar)                    | Modifica les dades a Wikidata |
|        | Can Serra                                   | Pineda de Mar | masia            |                                                              | 41° 37′ 57″ N, 2° 41′ 08″ E / 41.6325165435232°N,2.68560177319216°E                                                                    |                                            |                                             | Modifica les dades a Wikidata |
|        | Can Tapiola                                 | Pineda de Mar | masia            |                                                              | 41° 37′ 53″ N, 2° 41′ 06″ E / 41.6314702069511°N,2.68505459605988°E                                                                    |                                            |                                             | Modifica les dades a Wikidata |
|        | Can Valeri                                  | Pineda de Mar | masia            |                                                              | 41° 38′ 12″ N, 2° 41′ 03″ E / 41.6366016882017°N,2.6840930982407°E                                                                     |                                            |                                             | Modifica les dades a Wikidata |
|        | Can Vermell                                 | Pineda de Mar | masia            |                                                              | 41° 37′ 38″ N, 2° 41′ 02″ E / 41.6272963868079°N,2.68379038475911°E                                                                    |                                            |                                             | Modifica les dades a Wikidata |
|        | Can Xamení                                  | Pineda de Mar | masia            |                                                              | 41° 37′ 48″ N, 2° 40′ 05″ E / 41.6301077199048°N,2.66819360293913°E                                                                    |                                            |                                             | Modifica les dades a Wikidata |
|        | Casa de Santa Anna de Merola                | Pineda de Mar | masia            | Estil: arquitectura gòtica arquitectura popular 15th century | 41° 37′ 55″ N, 2° 40′ 09″ E / 41.63186°N,2.66911°E                                                                                     | bé integrant del patrimoni cultural català |                                             | Modifica les dades a Wikidata |
|        | Comadava                                    | Pineda de Mar | masia            |                                                              | 41° 38′ 15″ N, 2° 41′ 16″ E / 41.637413391139°N,2.68777521711249°E                                                                     |                                            |                                             | Modifica les dades a Wikidata |
|        | Mas Codina                                  | Pineda de Mar | masia            |                                                              | 41° 37′ 28″ N, 2° 40′ 36″ E / 41.6244481149525°N,2.67660167469822°E                                                                    |                                            |                                             | Modifica les dades a Wikidata |
|        | Mas Nan                                     | Pineda de Mar | masia            |                                                              | 41° 37′ 27″ N, 2° 40′ 54″ E / 41.6240931951251°N,2.68175329777711°E                                                                    |                                            |                                             | Modifica les dades a Wikidata |
|        | Mas Tibidabo                                | Pineda de Mar | masia            |                                                              | 41° 37′ 19″ N, 2° 40′ 34″ E / 41.6219339467288°N,2.67619409994041°E                                                                    |                                            |                                             | Modifica les dades a Wikidata |
|        | Mas Vivó                                    | Pineda de Mar | masia            |                                                              | 41° 38′ 46″ N, 2° 41′ 52″ E / 41.6461323575203°N,2.69788022745292°E                                                                    |                                            |                                             | Modifica les dades a Wikidata |
|        | Masia al carrer Garbí                       | Pineda de Mar | masia            | Estil: arquitectura popular 16th century                     | 41° 37′ 32″ N, 2° 40′ 42″ E / 41.62565°N,2.67842°E ca:Pl. de les Creus 12 msnm                                                         | bé integrant del patrimoni cultural català | Masia al carrer Garbí (Pineda de Mar)       | Modifica les dades a Wikidata |
|        | Masia de Can Mirons                         | Pineda de Mar | masia            | Estil: arquitectura popular                                  | 41° 38′ 01″ N, 2° 41′ 16″ E / 41.63355°N,2.68776°E                                                                                     | bé integrant del patrimoni cultural català |                                             | Modifica les dades a Wikidata |
|        | Masia de Can Palau del Sot                  | Pineda de Mar | masia            | Estil: arquitectura popular                                  | 41° 38′ 19″ N, 2° 40′ 29″ E / 41.63873°N,2.67464°E                                                                                     | bé integrant del patrimoni cultural català |                                             | Modifica les dades a Wikidata |
|        | Masia de Can Teixidor                       | Pineda de Mar | masia            | Estil: arquitectura popular                                  | 41° 37′ 22″ N, 2° 40′ 09″ E / 41.62273°N,2.66913°E                                                                                     | bé integrant del patrimoni cultural català | Masia de Can Teixidor (Pineda de Mar)       | Modifica les dades a Wikidata |
|        | Torre de Manola                             | Pineda de Mar | masia            |                                                              | 41° 37′ 56″ N, 2° 40′ 15″ E / 41.6321510893033°N,2.67088443055454°E                                                                    |                                            |                                             | Modifica les dades a Wikidata |
|        | Torre de defensa de la Masia de Can Canoves | Pineda de Mar | masia casa forta | Estil: arquitectura gòtica arquitectura popular 16th century | 41° 38′ 21″ N, 2° 40′ 36″ E / 41.6393°N,2.67672°E ca:P. de la Mora 58 msnm                                                             | bé integrant del patrimoni cultural català | Torre de defensa de la Masia de Can Cànoves | Modifica les dades a Wikidata |
|        | la Lluïsa                                   | Pineda de Mar | masia            |                                                              | 41° 37′ 41″ N, 2° 40′ 54″ E / 41.6280922552781°N,2.68169761650071°E                                                                    |                                            |                                             | Modifica les dades a Wikidata |
|        | la Rectoria Vella                           | Pineda de Mar | masia casa forta | Estil: arquitectura popular 18th century                     | 41° 37′ 49″ N, 2° 41′ 14″ E / 41.63039°N,2.68718°E ca:Camí de la Rectoria 32 msnm                                                      | bé integrant del patrimoni cultural català | Masia la Rectoria Vella (Pineda de Mar)     | Modifica les dades a Wikidata |
|        | la Torre                                    | Pineda de Mar | masia            |                                                              | 41° 37′ 39″ N, 2° 40′ 34″ E / 41.6273917843401°N,2.6759987233114°E 41° 37′ 39″ N, 2° 40′ 34″ E / 41.6273917505043°N,2.67598671855793°E |                                            |                                             | Modifica les dades a Wikidata |

## molí d'aigua
| imatge | Nom                 | Ubicat a      | instància de | Detalls | coordenades                                                         | Protecció | Commons (més fotos) | Dades a WD                    |
| ------ | ------------------- | ------------- | ------------ | ------- | ------------------------------------------------------------------- | --------- | ------------------- | ----------------------------- |
|        | Molí de can Marquès | Pineda de Mar | molí d'aigua |         | 41° 38′ 40″ N, 2° 40′ 33″ E / 41.64444444°N,2.67583333°E            |           | Molí de can Marquès | Modifica les dades a Wikidata |
|        | Molí del Castellar  | Pineda de Mar | molí d'aigua |         | 41° 38′ 07″ N, 2° 40′ 38″ E / 41.6352857222966°N,2.67727989559928°E |           |                     | Modifica les dades a Wikidata |

## muntanya
| imatge | Nom                       | Ubicat a                    | instància de | Detalls | coordenades                                                                      | Protecció | Commons (més fotos)       | Dades a WD                    |
| ------ | ------------------------- | --------------------------- | ------------ | ------- | -------------------------------------------------------------------------------- | --------- | ------------------------- | ----------------------------- |
|        | Montpalau                 | Pineda de Mar               | muntanya     |         | 41° 38′ 32″ N, 2° 40′ 13″ E / 41.642219°N,2.670392°E 264.9 264 msnm              |           | Montpalau (Pineda de Mar) | Modifica les dades a Wikidata |
|        | Turó de Llevant           | Pineda de Mar Calella       | muntanya     |         | 41° 38′ 26″ N, 2° 38′ 59″ E / 41.64058611111111°N,2.649591666666667°E 405.3 msnm |           | Turó de Llevant           | Modifica les dades a Wikidata |
|        | Turó de Migjorn           | Pineda de Mar Calella       | muntanya     |         | 41° 38′ 23″ N, 2° 38′ 31″ E / 41.6398°N,2.64189°E 402.5 msnm                     |           |                           | Modifica les dades a Wikidata |
|        | Turó de Sant Andreu       | Pineda de Mar Tordera       | muntanya     |         | 41° 38′ 52″ N, 2° 37′ 51″ E / 41.6477°N,2.63087°E 378.7 msnm                     |           |                           | Modifica les dades a Wikidata |
|        | Turó de Sant Jaume        | Pineda de Mar               | muntanya     |         | 41° 38′ 11″ N, 2° 40′ 27″ E / 41.63638888888889°N,2.674166666666667°E 88.4 msnm  |           |                           | Modifica les dades a Wikidata |
|        | Turó de la Guàrdia        | Pineda de Mar Santa Susanna | muntanya     |         | 41° 38′ 42″ N, 2° 41′ 09″ E / 41.64500833°N,2.68575472°E 240.4 msnm              |           |                           | Modifica les dades a Wikidata |
|        | Turó de la Punta de Garbí | Pineda de Mar Calella       | muntanya     |         | 41° 38′ 24″ N, 2° 38′ 05″ E / 41.64°N,2.63464°E 421.4 msnm                       |           |                           | Modifica les dades a Wikidata |

## nucli de població
| imatge | Nom                | Ubicat a      | instància de                                                              | Detalls  | coordenades                                                                | Protecció | Commons (més fotos) | Dades a WD                    |
| ------ | ------------------ | ------------- | ------------------------------------------------------------------------- | -------- | -------------------------------------------------------------------------- | --------- | ------------------- | ----------------------------- |
|        | Can Cornet         | Pineda de Mar | nucli de població nucli d'entitat singular de població                    | 311 hab  | 41° 37′ 59″ N, 2° 41′ 14″ E / 41.63304518°N,2.6870878°E 38 msnm            |           |                     | Modifica les dades a Wikidata |
|        | Can Morer          | Pineda de Mar | nucli de població nucli d'entitat singular de població                    | 659 hab  | 41° 37′ 20″ N, 2° 40′ 03″ E / 41.622331608938°N,2.6675731538766°E 27 msnm  |           |                     | Modifica les dades a Wikidata |
|        | Pinemar            | Pineda de Mar | nucli de població nucli d'entitat singular de població                    | 1475 hab | 41° 38′ 09″ N, 2° 41′ 39″ E / 41.635899545882°N,2.69424202220033°E 23 msnm |           |                     | Modifica les dades a Wikidata |
|        | Santa Anna         | Pineda de Mar | nucli de població nucli d'entitat singular de població                    | 31 hab   | 41° 37′ 48″ N, 2° 40′ 10″ E / 41.629931°N,2.669392°E 45 msnm               |           |                     | Modifica les dades a Wikidata |
|        | el Poblenou        | Pineda de Mar | nucli de població nucli d'entitat singular de població                    | 8446 hab | 41° 37′ 02″ N, 2° 40′ 18″ E / 41.61717711°N,2.6717761°E 5 msnm             |           |                     | Modifica les dades a Wikidata |
|        | la Zona Industrial | Pineda de Mar | nucli de població nucli d'entitat singular de població polígon industrial | 18 hab   | 41° 37′ 36″ N, 2° 40′ 02″ E / 41.62673878°N,2.667238°E 33 msnm             |           |                     | Modifica les dades a Wikidata |
|        | les Creus          | Pineda de Mar | nucli de població nucli d'entitat singular de població                    | 1306 hab | 41° 37′ 37″ N, 2° 40′ 25″ E / 41.626852320606°N,2.6735522856285°E 16 msnm  |           |                     | Modifica les dades a Wikidata |

## platja
| imatge | Nom                      | Ubicat a      | instància de         | Detalls                 | coordenades                                                            | Protecció | Commons (més fotos)                   | Dades a WD                    |
| ------ | ------------------------ | ------------- | -------------------- | ----------------------- | ---------------------------------------------------------------------- | --------- | ------------------------------------- | ----------------------------- |
|        | Platges de Pineda de Mar | Pineda de Mar | platja               | Llarg: 2.7km            | 41° 37′ 12″ N, 2° 41′ 14″ E / 41.6198696554629°N,2.6871519941520465°E  |           | Beaches of Pineda de Mar              | Modifica les dades a Wikidata |
|        | platja de Pineda         | Pineda de Mar | platja               |                         | 41° 37′ 16″ N, 2° 41′ 29″ E / 41.62115°N,2.69144°E                     |           | Beaches of Pineda de Mar              | Modifica les dades a Wikidata |
|        | platja de la Riera       | Pineda de Mar | platja platja urbana | Llarg: 580m Ample: 40m  | 41° 37′ 05″ N, 2° 40′ 53″ E / 41.61809999993°N,2.6813999998825°E       |           | Platja de La Riera (Pineda de Mar)    | Modifica les dades a Wikidata |
|        | platja del Poblenou      | Pineda de Mar | platja platja urbana | Llarg: 650m Ample: 40m  | 41° 36′ 57″ N, 2° 40′ 24″ E / 41.615800000198°N,2.6732999996617°E      |           | Platja de Poblenou (Pineda de Mar)    | Modifica les dades a Wikidata |
|        | platja dels Pescadors    | Pineda de Mar | platja platja urbana | Llarg: 1082m Ample: 53m | 41° 37′ 15″ N, 2° 41′ 24″ E / 41.620699999985°N,2.6901000001528°E      |           | Platja dels Pescadors (Pineda de Mar) | Modifica les dades a Wikidata |
|        | platja dels Pins         | Pineda de Mar | platja               | Llarg: 550m Ample: 60m  | 41° 37′ 26″ N, 2° 41′ 58″ E / 41.62375936447324°N,2.6995439301758206°E |           | Platja dels Pins (Pineda de Mar)      | Modifica les dades a Wikidata |

## Misc
| imatge | Nom                                         | Ubicat a              | instància de                                    | Detalls                                                          | coordenades | Protecció                                            | Commons (més fotos)                                         | Dades a WD                    |
| ------ | ------------------------------------------- | --------------------- | ----------------------------------------------- | ---------------------------------------------------------------- | --- | ---------------------------------------------------- | ----------------------------------------------------------- | ----------------------------- |
|        | Banco de Santa Susana                       | Pineda de Mar         | banc de sorra                                   |                                                                  | 41° 37′ 00″ N, 2° 42′ 00″ E / 41.616666666667°N,2.7°E                                                                          |                                                      |                                                             | Modifica les dades a Wikidata |
|        | Estació de Pineda de Mar                    | Pineda de Mar         | estació de ferrocarril                          |                                                                  | 41° 37′ 21″ N, 2° 41′ 37″ E / 41.62238888888889°N,2.693611111111111°E                                                          |                                                      | Pineda de Mar train station                                 | Modifica les dades a Wikidata |
|        | Llinda de la casa al carrer Sant Antoni, 45 | Pineda de Mar         | llinda                                          | Estil: arquitectura popular 18th century                         | 41° 37′ 42″ N, 2° 41′ 33″ E / 41.62843°N,2.69258°E ca:C. Sant Antoni, 45 7 msnm                                                | bé integrant del patrimoni cultural català           | Llinda de la casa al carrer Sant Antoni, 45 (Pineda de Mar) | Modifica les dades a Wikidata |
|        | casa de la vila de Pineda de Mar            | Pineda de Mar         | casa consistorial                               |                                                                  | 41° 37′ 39″ N, 2° 41′ 23″ E / 41.6275791°N,2.6896026°E ca:Pl. de Catalunya 6 msnm                                              |                                                      | Casa de la Vila de Pineda de Mar                            | Modifica les dades a Wikidata |
|        | castell de Montpalau                        | Pineda de Mar         | castell                                         | Estil: arquitectura romànica                                     | 41° 38′ 32″ N, 2° 40′ 13″ E / 41.64223056°N,2.67035278°E ca:Turó de Montpalau. Accés per un camí de terra des de Can Martorell | bé d'interès cultural bé cultural d'interès nacional | Castell de Montpalau                                        | Modifica les dades a Wikidata |
|        | mar Mediterrània                            |                       | mar interior mar mediterrani conca hidrogràfica | Superfície: 2500000km² Profunditat: 5267 1541m Volum: 3839000km³ | 38° N, 17° E / 38°N,17°E 0 msnm                                                                                                |                                                      | Mediterranean Sea                                           | Modifica les dades a Wikidata |
|        | riera de Pineda                             | Tordera Pineda de Mar | curs d'aigua                                    | Desemboca: mar Mediterrània Llarg: 11km                          | 41° 40′ 10″ N, 2° 37′ 01″ E / 41.669561°N,2.617018°E 41° 37′ 09″ N, 2° 41′ 06″ E / 41.619057°N,2.685052°E                      |                                                      |                                                             | Modifica les dades a Wikidata |
|        | torre de Sant Jaume                         | Pineda de Mar         | torre de sentinella                             |                                                                  | 41° 38′ 09″ N, 2° 40′ 33″ E / 41.6358°N,2.67583°E ca:Mas Castellar                                                             | bé d'interès cultural bé cultural d'interès nacional | Torre de Sant Jaume                                         | Modifica les dades a Wikidata |